# مصاحبه با حیوانات
مصاحبه با حیوانات، (آسایش مخلوقات) Creature Comforts محصول بریتانیا است و دارای سبکهای استاپ‌ موشن انیمیشن خمیری کمدی مستندنما است. ساخت نخست این فیلم در سال ۱۹۸۹ (۱۳۶۸ خورشیدی) ساخته شد و در سال ۲۰۰۳ (۱۳۸۲ خورشیدی) فیلم کوتاهی به همین نام ساخته شد. این فیلم با حیوانات باغ وحش متحرک مطابق با موسیقی متن فیلم که در مورد خانه هایشان صحبت می کردند ، مطابقت داشت و به نظر می رسد که گویی حیوانات در مورد شرایط زندگیشان در حال مصاحبه هستند. به کارگردانی نیک پارک و شرکت آردمن انیمیشن ایجاد شده است . این فیلم بعداً به اساس یک مجموعه تبلیغات تلویزیونی برای تابلوهای برق در انگلستان بدل شد و در سال ۲۰۰۳، یک مجموعه تلویزیونی به همین سبک منتشر شد. نسخه آمریکایی این مجموعه نیز ساخته شد.

## فیلم اصلی
فیلم کوتاه مصاحبه با حیوانات اصلی پنج دقیقه طول کشید و توسط نیک پارک طراحی و کارگردانی آن توسط آردمن انیمیشن ساخته شده است و صدای سایر بازیگران انگلیسی را به همان روشی که "مرد در خیابان" با مصاحبه های رودررو انجام داده ، طراحی کرده است . این محصول به عنوان بخشی از مجموعه به نام لیپ سینگ برای شبکه ۴ تولید شده است . این فیلم در سال ۱۹۹۰ (۱۳۶۹) جایزه اسکار بهترین فیلم کوتاه انیمیشن را برای نیک پارک به ارمغان آورد.

## داستان فیلم
این فیلم حیوانات مختلفی را در یک باغ وحش در حال مصاحبه در مورد شرایط زندگی آنها نشان می دهد. اینها شامل یک گوریل افسرده ، یک شیر کوهی برزیل و یک اسب آبی جوان است که از هوای سرد ، کیفیت پایین محفظه آنها و نبود فضا و آزادی شکایت دارند.
در مقابل ، یک شبگردان هندی و یک آرمادیلو محاصره خود را به خاطر راحتی و امنیتی که می آورند ستایش می کنند ، و خانواده ای از خرس های قطبی در مورد مزایا و مضرات باغ وحش برای رفاه حیوانات صحبت می کنند. به جای اینکه موضوع از یک دیدگاه یک طرفه یا مغرضانه باشد ، در فیلم توازن قاطعی وجود دارد ، با برخی از مصاحبه شوندگان که از وضعیت زندگی خود راضی هستند ، برخی که نیستند ، و برخی نیز عقیده ای خنثی دارند.
صدای هر شخصیت توسط ساکنان هر دو ملک مسکونی و خانه سالمندان اجرا می شد. سپس از استاپ‌ موشن برای متحرک کردن هر شخصیت استفاده شد و پاسخ های داده شده در مصاحبه ها در متن حیوانات باغ وحش قرار داده شد. خرس های قطبی توسط خانواده ای که صاحب یک فروشگاه محلی بودند ، ابراز می شد ، در حالی که شیر کوهی توسط یک دانش آموز برزیلی که در انگلستان زندگی می کرد، بیان می شد اما دلتنگ کشور خود بود.

## تبلیغات
در سال ۱۹۹۰ (۱۳۶۹)، نیک پارک با فیل ریلنغس و پاول کارولول کار کرد تا یک سری از تبلیغات تلویزیونی انگلیس را برای پویش "گرمای برقی" تابلوهای برق تهیه کند. تیم خلاق آژانس تبلیغاتی فیلم اصلی مصاحبه با حیوانات را دیده بود و بسیار تحت تأثیر آن قرار گرفت.
آنها متقاعد شده بودند که مجموعه ای از فیلم های کوتاه مدل شده از فیلم اصلی ، از نظر ایده‌آل برای تبلیغات تلویزیونی مناسب خواهند بود - تا زمانی که این تبلیغات با حساسیت کافی برای حفظ صداقت و جذابیت کار پارک اداره می شد. نتیجه اولیه همکاری آنها ، سی و سی تبلیغات دوم مصاحبه با حیوانات بود که با همان سبک فیلم اصلی ساخته شد. این منجر به یک مجموعه شد.
اگرچه در دهه ۱۹۶۰ تبلیغات آگهی وجود داشته است ، اما مجموعه مصاحبه با حیوانات به دلیل افزودن گفتگوی زندگی واقعی و موجودات متحرک ، متمایز بود. این مجموعه شامل انواع حیوانات خمیری دوست داشتنی، از جمله لاک پشت ، گربه ، خانواده پنگوئن ها و یک طوطی برزیلی بود. شخصیت ها در موقعیت خانگی خود مشاهده می شدند و در حال گفتگو با یک مصاحبه کننده‌ی غایب در پشت میکروفون بزرگ بودند.
گفتگوی شخصیت ها با ضبط نوار ضبط شده از روزمره افراد به دست آمده است که در مورد راحتی و فواید وسایل برقی در خانه های خود صحبت می کنند و سپس با استفاده از خلاصه این ها - کامل با مکث ها ، شروع های دروغین ، تکرارها ، تردیدها و نانوشته ها به دست می آیند.  استفاده از زبان (مانند "به راحتی خاموش و فعال"). مصاحبه شوندگان منتخب در بخش های مختلفی از لهجه های منطقه ای به زمین صحبت می کردند ، و تأثیر کلی آن از مکالمه طبیعی بود.  صدای گرم و دنج آگهی ها بیانگر گرمی و همجواری گرمایش مرکزی بود.
جذابیت خاصی در مورد انیمیشن ها وجود داشت ، با طنز عجیب و تیز و تیز آنها را مشاهده می کرد - مانند وضع غریب و مضحک شخصیت های غیر صحبت کننده و اتفاقات عجیب و غریب در پس زمینه. انیمیشن ها دارای بیان بی نظیری بودند ، با شوخ طبعی که اغلب از ظرافت های ریز و درشتی ناشی می شد - مانند سگی که در یک لحظه خاص گوش خود را خراش می دهد.
خصوصیات با هماهنگی هر صدا با یک حیوان مناسب در ترکیب که تأثیر به یاد ماندنی را ایجاد می کند تقویت شد. این ویژگی ها با صدای بلند بسته صدا که توسط جانی موریس بیان شده بود ، دور هم جمع شدند. موریس به ویژه از مخاطبان مسن درخواست کرد ، که او و گفتگوهای حیوانات خود را در برنامه تلویزیونی جادوی حیوانات (مجموعه های تلویزیونی) به خاطر می آورند.
این کارزار موفقیت بزرگی بود  و اجرای آن در طی سه سال تمدید شد. این تبلیغات در صنعت تبلیغات مورد تحسین قرار گرفت - با پارک ، ریلنس و کارولول جوایز برتر خلاقانه در اروپا و آمریکا را از آن خود کردند ، از جمله "بهترین تجاری سال" در جوایز تبلیغات تلویزیونی انگلیس در ۱۹۹۱و "برجسته ترین پویش اروپایی" در. جوایز سال ۱۹۹۱ اروپا. در حقیقت ، متعاقباً مصاحبه با حیوانات توسط متخصصان رسانه (در فروشگاه های پیشرو بازاریابی و نشان بازار ) به عنوان یکی از برترین تبلیغات تلویزیونی پنجاه سال گذشته رای داده شد. 
علاوه بر فراخوان تماشای سطح بسیار بالایی ، تبلیغات بسیار دوست داشتند - به ویژه آنهایی که مربوط به فرانک (لاک پشت) ، کارول (گربه) و پابلو (طوطی) بودند. در اعطای جایگاهی در ۱۰۰ تبلیغات برتر بریتانیا قرن ، مجله تبلیغاتی برجسته پادشاهی انگلستان پویش اظهار داشت: "قدرت یک پویش که باعث می شود مصرف کنندگان احساس گرما نسبت به یک ابزار داشته باشند را نمی توان دست کم گرفت". 
جوایز محبوب بسیاری که در تبلیغات مصاحبه با حیوانات کسب کرده اند شامل رای دادن به چهارمین نسخه در همه زمان ها ۱۰۰ تبلیغ برتر تلویزیون توسط خوانندگان ساندی تایمز و بینندگان کانال ۴ در آوریل ۲۰۰۰بود.  موقعیت آنها در بین تبلیغات قدیمی تلویزیون بریتانیا تایید شد که مصاحبه با حیوانات در رده چهارم بهترین آگهی های آی تی وی توسط بینندگان آی تی وی در سال ۲۰۰۵ رأی داد.  سرانجام ، در یک نظرسنجی دولت شما در سال ۲۰۰۶، مصاحبه با حیوانات در صدر فهرست شخصیت های محبوب انیمیشن یا عروسکی مورد علاقه انگلیس قرار گرفت که در تبلیغات استفاده می شد. 
تبلیغات مصاحبه با حیوانات اکنون جایگاهی در فرهنگ عامه پیدا کرده است و احتمالاً بهتر از فیلم اصلی که باعث ایجاد آنها شده است ، به یاد می آوریم.  با این حال ، ادعا می شود که بسیاری از اعضای عمومی به اشتباه تبلیغات را به عنوان گرمایش بنزین تبلیغاتی ، رقیب اصلی برق می دانند. 

### تاثیرات
تبلیغات مصاحبه با حیوانات در دوره ۱۹۹۰ تا ۱۹۹۲تولید شد و به نوعی نشانگر شکل چیزهایی است که در تبلیغات تلویزیونی انگلیس وجود دارد. بسیاری از مفسران معتقدند که تغییر اساسی در تبلیغات تلویزیونی از مصرف گرایی بی رویه و خودخواهی دهه ۱۹۸۰ به آنچه که بعضاً رویکرد "دلسوزتر" در دهه ۱۹۹۰ خوانده می شود ، وجود داشته است. تبلیغات مصاحبه با حیوانات به عنوان نمونه اولیه این پدیده ذکر شده است. 
قالب تبلیغات مصاحبه با حیوانات چنان موفقیت آمیز بود که در دهه های بعد در سایر پویش ها نیز تکرار شد. در سالهای بعد ، با این حال ، اعضای عمومی به طور فزاینده ای از کاربردهای احتمالی مصاحبه های پاپ ویکس آگاه شدند .  این امر بازگرداندن خودانگیختگی و بی گناهی تبلیغات اولیه آسایش مصاحبه با حیوانات را دشوار می کند. اگرچه انیمیشن های ظاهری در تبلیغات تلویزیونی نسبتاً متداول شدند ، اما معمولاً آنها فیلمنامه نویسی می شدند و به ندرت جلب توجه خیره کننده ای به جزئیات تبلیغات اصلی می کردند. 

#### اعضای سازنده
- کارگردان: نیک پارک
- مدیر خلاق: نیک فردام
- کارگردانان هنری: فیل ریلنس، نیوی بروتول
- نویسندگان: پاول کارولول ، کیم دادانت-هالمبی

## مجموعه ها
در سال ۲۰۰۳، مجموعه ای از فیلم های مصاحبه با حیوانات به کارگردانی ریچارد گولزوفسکی برای شبکه تلویزیونی انگلیس آی تی وی توسط آردمن انیمیشن ساخته شد . این مجموعه از آن زمان با تکرار در کمدی مرکزی ، معمولاً در اواخر شب پخش می شود. از سال ۲۰۰۵، این شرکت همچنین در استرالیا ، شرکت پخش استرالیا ، در هلند در ورونیکا ، شبکه تلویزیونی پولی تلویزیون آمریکایی ، اینترنت و همچنین شبکه یوتیوب آردمن انیمیشن پخش شده است.
ویژه ای سی دقیقه ای که در آن شخصیت های معمولی تلاش می کنند سرود کریسمس " دوازده روز کریسمس " را اجرا و تفسیر کنند ، برای اولین بار در ۲۵ دسامبر ۲۰۰۵پخش شد.  ویژه در ۲۶ دسامبر ۲۰۰۵ در سی بی سی در کانادا پخش شد.
شوخ طبعی همه جنبه های مجموعه را در بر می گیرد ، به عنوان مثال:
- سخنرانی بسیار فلسفی که توسط یک آمیب ارائه شده است .
- تمساح همسایه خود ، تمساح فاضلاب را ستایش می کند .
- حیواناتی که از زیستگاه خود می ترسند ( کوسه های آبزی و گرازها ، پرندگان می ترسند از ارتفاعات و غیره).

جزئیات پیش زمینه مانند:
- وقتی یک حلزون با صدای گلوله از یک تماس پرنده تقلید می کند ، حفره ها به شکاف سنگ های سنگفرش می شوند.
- بیگانگان خاکستری چشمک می زنند.
- موش آزمایشگاهی در حالی که موش دیگری با گوش انسان در پشت خود راه می رود مصاحبه می شود.

این مجموعه به آرامی عملکرد سازنده ای را که بعضی اوقات توسط اعضای جامعه داده می شود ، هنگام مصاحبه با صدای مردم و فیلم های مستند تلویزیونی ، به سخره می گیرد . این شامل تلاش برای ارائه یک پاسخ قطعی اما ساده به یک سؤال کلی ، نیش صدا و تلاش برای ارائه یک چرخش شاد در یک موضوع پیچیده است در حالی که موضوع سعی در مخفی کردن مسائل شخصی و مشکلات خود در مورد این مسئله دارد.
این سریال اخیراً بود روی طلا تکرار کرد.

## شخصیتهای معمولی
شخصیت های زیر از جمله کسانی هستند که در طول مجموعه به طور منظم ظاهر می شوند. این حیوانات همیشه توسط همان مصاحبه شوندگان به تصویر کشیده می شوند تا در طول مجموعه ثبات خود را حفظ کنند.

### معرفی شده در مجموعه یک
- کرکی - موش خانگی بدبین ، از قفسی در کاتفورد .
- ترشی - یک خوش بین که به عنوان یک سگ راهنما برای یک مرد نابینا کار می کند. او اغلب دیده می شود که در کنار صاحب خود نشسته است ، اما چهره این مرد هرگز بر روی صفحه نمایش نمی‌رود.
- ملایم- یک جریان خون قدیمی که درباره تجربیات زندگی گذشته خود صحبت می کند.
- یاقوت کبود - یک دلفین نوجوان که در یک آکواریوم زندگی می کند.
- تریکسی و کاپیتان کودلپوس - تریکسی یک سگ است و کاپیتان کودلپوس یک گربه است. آنها روی یک مبل قرمز نشسته اند و اغلب درباره چیزهای بی اهمیت بحث می کنند. آنها تکراری ترین شخصیت های عادی مجموعه هستند.
- آنتونی - خوک میسوفوبیا .
- چپی - اسب قدیمی.
- سو و لورن - دو پیاده روی که روی یک کوه یخ نشسته اند.
- گری و نیگل - دو نوار باغ که بیشتر در مورد گیاهان و باغداری صحبت می کنند. یکی از آنها در یک قسمت با دختر خردسالش همراه است.
- دِیو - کرم خاکی خاکی که همراه مادرش زندگی می کند.
- استن و تد - دو کودک پرنده که در یک لانه زندگی می کنند.
- سید و نانسی - دو موش صحرایی که در یک باغ ریخته شده زندگی می کنند.
- فرانک - یک لاک پشت پیرمرد که در اصل در تبلیغات تلویزیونی گرمای برقی ظاهر شد.
- دنیس - سوسک سرگین که هنگام قدم زدن به عقب توپ گودال را هل می دهد.
- برایان - یک آمیب که از طریق میکروسکوپ دیده می شود. برایان با وجود اینکه یک شکل زندگی بسیار بدوی است ، نگاهی فلسفی به زندگی دارد و درباره علم پیچیده صحبت می کند. برایان برخلاف دیگر شخصیت های این مجموعه، یک شخصیت انیمیشن گرافیک رایانه ای است.
- موزولو و توتو- دو میمون. در مجموعه نخست ، موزولو و توتو به عنوان میمونهای اجرا شده در قفس نشسته و لباسهای صورتی و آبی مطابق با لباس نشان داده شده‌اند ، اما در مجموعه دوم آنها بدون لباسهایشان نمایش داده می شوند و در جنگلی با سایر میمونهای وحشی زندگی می کنند.
- مگان و گلادیس - دو مرغ دریایی ولزی که در محل دفن زباله ایستاده اند.
- اسپنر و شلوار - دو سگ ولگرد که در یک جست و خیز نشسته اند.
- رودگز - خانواده ای از شقایق های دریایی که توسط خانواده های مشابه خرس های قطبی در راحتی های موجود اصلی به طور خلاصه ابراز شده است.

#### معرفی شده در مجموعه دوم
- ویکتور - موشی که با لهجه جوردی ضخیم صحبت می کند و در خانه عروسک زندگی می کند.
- درک - شار پی مسن با لهجه ولزی. او در کنار یک توله سگ کوچک نشسته است که صحبت نمی‌کند.
- برایان و کیت - دو گاو نر که برادر هستند.
- موریل و کاترین - یک جفت خفاش مسن که در یک کلبه سرخ می شوند.
- بهزاد - یک اسب عرب که چندین کار مختلف دارد از جمله یک اسب پلیس ، عضو نگهبان ملکه در کاخ باکینگهام و گوزن شمالی کریسمس.
- راکی - خروس سیاه که قبل از صحبت کردن ، آماده جمع شدن و بیدار کردن مزرعه است.
- سیاه - یک خوک سیاه با یک سامانه بازشناسی زرد در گوش چپ او.
- آدری و سیمور داشوندس
- خانه تفریحی فیفی و آپولو

## متفرقه
یک فیلم کوتاه کوتاه به عنوان بخشی از روز قرمز بینی سال ۲۰۰۷ در انگلستان پخش شد. 

## نسخه آمریکایی
با شروع ژوئن ۲۰۰۷، سی بی سی برنامه ریزی کرد تا هفت قسمت از نسخه آمریکایی این نمایش را پخش کند ، با مردم عادی آمریکا که صداها را تهیه می کنند ، با همان نسخه انگلیسی. این مجموعه با عنوان مصاحبه با حیوانات نامگذاری شده و شبهای دوشنبه در ساعت ۸:۰۰ شب از ۴ تا ۱۸ ژوئن ۲۰۰۷(فقط سه قسمت به دلیل رتبه بندی پایین پخش شد و با استفاده مجدد از ماجراهای جدید کریستین قدیمی جایگزین شد).  این مجموعه همچنین در سیستم سی اچ در کانادا شبیه سازی شد . این اولین مجموعه انیمیشن بزرگسال برای تولید سی بی اس از زمان هودلز کجاست؟ .. و . ماهی پلیس .
هفت قسمت از این مجموعه تولید شده است. با این حال ، این مجموعه قبل از لغو شدن توسط سی بی اس به دلیل رتبه های پایین ، فقط برای سه قسمت اجرا شد .  قسمتهای باقیمانده آن بعداً در سال ۲۰۰۸ در حیوانات سیاره به نمایش درآمد (تصویر زیر). یک لوح فشرده استاندارد از هفت قسمت نمایش در ۹ اکتبر ۲۰۰۷توسط سونی منتشر شد که اکنون تحت عنوان مصاحبه با حیوانات آمریکایی نام دارد .
در ۸ فوریه ۲۰۰۸، این نمایش جایزه آنی را برای "بهترین تولید تلویزیونی انیمیشن" سال ۲۰۰۷ کسب کرد.  در استرالیا ، پخش تلویزیونی عمومی تلویزیون ای بی سی در ۱۸ فوریه ۲۰۰۸ با پخش نسخه اصلی انگلیسی از زمان آغاز به کار در ای بی سی ۱ و فقط دیجیتال ای بی سی ۲ شروع به پخش فصل آمریکا در استرالیا کرد.
در ۲۴ آوریل ۲۰۰۸،سیاره حیوانات فصل اول نسخه آمریکایی را انتخاب کرد. این در هر دو حالت اس دی و قالبهای اچ دی بومی پخش شد. قسمتهای ۱ و ۲ برتر در ۲۴ آوریل ، قسمت های ۳ و ۴ به صورت برتر در ۱ مه و قسمت های ۵ و ۶ در ۹ مه به نمایش در آمد. مصاحبه با حیوانات برای "برنامه برجسته انیمیشن (برای برنامه نویسی کمتر از یک ساعت)" نامزد دریافت جایزه امی شد ، اما در تاریخ ۱۳ سپتامبر ۲۰۰۸، در قسمت سیمپسون‌ها باخت. ترزا حفاری ، یکی از انیماتورهای متعدد نمایش ، برنده یک جایزه فردی امی برای "دستاورد فردی برجسته در انیمیشن" شد.

### کارمندان نسخه آمریکایی
- تهیه کنندگان اجرایی: کیت رئیس ، مایلز بولو ، پیتر مک هاو ، دیوید اسپروکستون ، پیتر لرد ، نیک پارک
- تهیه کنندگان: کنی میکا ، گرت اوون
- ویراستاران داستان: چاد کارتر ، جون رافائل ، کیسی ویلسون
- نویسندگان: کیت رئیس ، چاد کارتر ، مایکل داگان ، بن استوت ، جون رافائل ، کیسی ویلسون
- کارگردانان: دیوید اسمان ، مرلین کراسینگام

## ناراحتی موجودات
مجموعه ای از چهار تبلیغ که ناتوانی را نشان می دهد و صدای معلولان را نشان می دهد که از تجربه های خود در آی تی وی در روز کریسمس ۲۰۰۷ نمایش داده شده است. چهار تبلیغ دیگر با شخصیت های جدید که در تابستان ۲۰۰۸ منتشر شدند.  

## نسخه های لوح فشرده
| لوح فشرده                                 | کشور پخش                | منطقه | تاریخ انتشار    |
| ----------------------------------------- | ----------------------- | ----- | --------------- |
| مصاحبه با حیوانات                         | انگلستان                | ۱     | ۲۸ نوامبر ۲۰۰۰  |
| مصاحبه با حیوانات — سری ۱، قسمت۱          | انگلستان                | ۲     | ۱۷ نوامبر ۲۰۰۳  |
| مصاحبه با حیوانات — سری ۱ ، قسمت ۲        | انگلستان                | ۲     | ۵ آوریل ۲۰۰۴    |
| مصاحبه با حیوانات — فصل اول کامل          | ایالات متحده            | ۱     | ۲۷ سپتامبر ۲۰۰۵ |
| مصاحبه با حیوانات — سری کامل ۱            | انگلستان                | ۲     | ۳۱ اکتبر ۲۰۰۵   |
| مصاحبه با حیوانات — سری۲ ، قسمت۱          | انگلستان                | ۲     | ۲۱ نوامبر ۲۰۰۵  |
| مصاحبه با حیوانات — سری۲ ، قسمت ۲         | انگلستان و ایالات متحده | ۲     | ۲۰ فوریه ۲۰۰۶   |
| مصاحبه با حیوانات — فصل دوم کامل          | ایالات متحده            | ۱     | ۲۴ اکتبر ۲۰۰۶   |
| راحتی موجودات — کریسمس مبارک همه          | ایالات متحده            | ۱     | ۲۴ اکتبر ۲۰۰۶   |
| مصاحبه با حیوانات — فصل های اول اول و دوم | ایالات متحده            | ۱     | ۲۴ اکتبر ۲۰۰۶   |
| مصاحبه با حیوانات — سری کامل ۲            | انگلستان                | ۲     | ۶ نوامبر ۲۰۰۶   |
| مصاحبه با حیوانات آمریکایی — فصل اول کامل | ایالات متحده            | ۱     | ۹ اکتبر ۲۰۰۷    |

این مجموعه تلویزیونی (انگلستان) هم اکنون برای تماشای شبکه رسمی آردمن یوتیوب آماده است . (  )